# شومیلیخا
شومیلیخا (به لاتین: Shumilikha) یک منطقهٔ مسکونی در روسیه است که در سرزمین آلتای واقع شده‌است.